# Stephen F. Jost

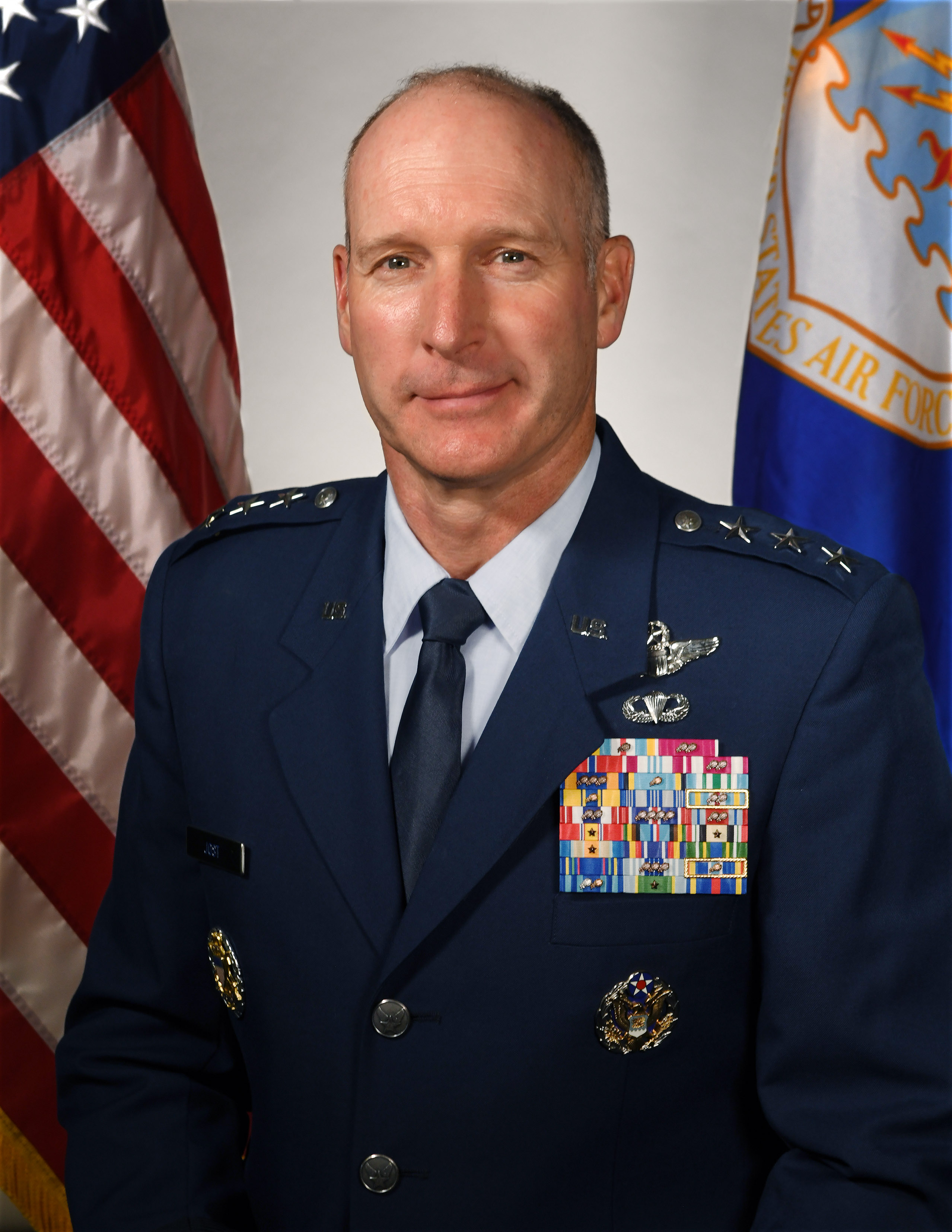
Stephen F. Jost (2024)

Stephen Fraser Jost (* um 1972 in San Antonio, Bexar County, Texas) ist ein Generalleutnant der United States Air Force. Zurzeit (Mai 2025) kommandiert er die United States Forces Japan und die 5. Luftflotte.
Im Jahr 1994 absolvierte er die United States Air Force Academy in Colorado Springs. Nach seiner Graduation wurde er als Leutnant in das Offizierskorps der Air Force aufgenommen. In der Folge durchlief er alle Offiziersgrade vom Leutnant bis zum Drei-Sterne-General.
Im Lauf seiner militärischen Karriere absolvierte er verschiedene Kurse und Schulungen. Dazu gehörten unter anderem eine Ausbildung zum Kampfpiloten und weitere Fortbildungskurse als Pilot neuer Flugzeugtypen; der United States Air Force Weapons Instructor Course auf der Nellis Air Force Base in Nevada; die Squadron Officer School auf der Maxwell Air Force Base in Alabama; die Embry-Riddle Aeronautical University; das Air Command and Staff College und das Air War College, ebenfalls auf der Maxwell AFB; das Industrial College of the Armed Forces; der Capstone General and Flag Officer Course der National Defense University in Fort Lesley J. McNair in Washington, D.C. und der Cyberspace Operations Executive Course sowie der General Officer Pre-Deployment Acculturation Course, beide wieder auf der Maxwell AFB. Hinzu kamen zahlreiche weitere Kurse und Schulungen.
Jost nahm unter anderem an der Operation Southern Watch im Irak und am Irakkrieg teil. In seinen frühen Jahren als Offizier der Luftwaffe war er an verschiedenen Stützpunkten stationiert. Dabei war er als Pilot, Flugausbilder oder Stabsoffizier bei unterschiedlichen Einheiten tätig. Dazwischen absolvierte er die erwähnten Schulungen. Zwischen August 1999 und Juni 2000 war er als Pilotenausbilder mit der 80. Kampfstaffel (80th Fighter Squadron) auf der Kusan Air Base in Südkorea stationiert. Nach zwischenzeitlich anderen Verwendungen und diversen Fortbildungskursen erhielt er im Juli 2009 als Oberstleutnant das Kommando über die 332. Expeditionsschwadron (332nd Expeditionary Operations Support Squadron), die auf der Balad Air Base im Irak ansässig war. Dieses Amt bekleidete er bis zum Juli 2010.
Nach seinem anschließenden Studium am Industrial College of the Armed Forces wurde Stephen Jost im Juli 2011 auf die Misawa Air Base in Japan versetzt. Bis zum Juni 2012 war er dort stellvertretender Kommandeur der 35th Operations Group. Anschließend war er bis zum Dezember 2012 Stabschef (Director of Staff) des 35. Kampfgeschwaders (35th Fighter Wing), das ebenfalls auf der Misawa AB stationiert war. In der Folge kommandierte er zwischen Januar 2013 und Mai 2014 auf der Eglin Air Force Base in Florida die 33rd Operations Group.
Josts nächster Auftrag führte ihn auf die Shaw Air Force Base in South Carolina. Zwischen Mai 2014 und August 2016 hatte er dort den Oberbefehl über das 20. Kampfgeschwader (20th Fighter Wing). Anschließend gehörte er bis zum Mai 2019 in unterschiedlichen Funktionen dem Stab des Hauptquartiers der Air Force an. Ab Juni 2019 bis zum Juni 2020 war er Stabschef der Combined Joint Task Force – Operation Inherent Resolve. Danach leitete er bis zum April 2022 die Stabsabteilung für strategische Planungen (Deputy Director, Joint Strategic Planning (J-5)) bei den Joint Chiefs of Staff.
Als Nächstes erhielt Jost das Kommando über das Joint Enabling Capabilities Command, das auf der Naval Station Norfolk sein Hauptquartier hat und dem United States Transportation Command untersteht. Diese Aufgabe erfüllte er zwischen Mai 2022 und Juni 2024. Nach dem Ende dieses Auftrags wurde Jost nach Japan auf die Yokota Air Base versetzt. Dort übernahm er am 8. Oktober 2024 als Nachfolger von Ricky N. Rupp das Kommando über die United States Forces Japan und die 5. Luftflotte. Diese Ämter hat er bis heute (Mai 2025) inne.
Während seiner aktiven Zeit als Militärpilot absolvierte er über 2700 Flugstunden auf verschiedenen Flugzeugtypen.

## Daten der Beförderungen
| Abzeichen | Rang               | Jahr              |
| --------- | ------------------ | ----------------- |
|           | Second Lieutenant  | 1. Juni 1994      |
|           | First Lieutenant   | 1. Juni 1996      |
|           | Captain            | 1. Juni 1998      |
|           | Major              | 1. Juli 2004      |
|           | Lieutenant Colonel | 1. Juni 2008      |
|           | Colonel            | 1. Juli 2012      |
|           | Brigadier General  | 2. September 2018 |
|           | Major General      | 24. Juni 2022     |
|           | Lieutenant General | 8. Oktober 2024   |

## Orden und Auszeichnungen
Stephen Jost erhielt im Lauf seiner militärischen Laufbahn unter anderem folgende Auszeichnungen:
- Defense Superior Service Medal
- Legion of Merit
- Bronze Star Medal
- Defense Meritorious Service Medal
- Meritorious Service Medal
- Air Medal
- Aerial Achievement Medal
- Joint Service Commendation Medal
- Air and Space Commendation Medal
- Air and Space Achievement Medal